# Hansenochrus trinidanus
Hansenochrus trinidanus är en spindeldjursart som först beskrevs av Verner Hawsbrook Rowland och Paul Reddell 1979.  Hansenochrus trinidanus ingår i släktet Hansenochrus och familjen Hubbardiidae. Inga underarter finns listade i Catalogue of Life.